# Râul Plopoasa
Râul Plopoasa este un afluent al râului Șercaia.  